# Septembre 1886

## Événements
- 4 septembre : reddition de Geronimo.

- 7 septembre : Alexandre Ier de Bulgarie doit abdiquer sous la pression de la Russie et céder le pouvoir au leader libéral Stefan Stambolov, qui devient président du Conseil de régence.

- 9 septembre : Signature de la convention de Berne pour la protection des œuvres littéraires et artistiques, instrument juridique international visant à la protection des œuvres et des droits d’auteurs y afférent.

- 18 septembre : José Manuel Balmaceda, candidat libéral soutenu par le président sortant Domingo Santa María, est élu président de la République du Chili. Il va poursuive l’œuvre réformatrice de ses prédécesseurs jusqu’à que la crise économique de 1890 fasse éclater la coalition libérale.

## Naissances
- 1er septembre : Shigeyasu Suzuki, général de l'armée impériale japonaise († 11 juin 1957).
- 14 septembre : Joseph Merlot, homme politique belge francophone († 31 janvier 1959).
- 16 septembre : Hans Arp, sculpteur allemand († 1966).
- 29 septembre : Paul Ayshford Methuen, zoologiste et peintre britannique († 7 janvier 1974).
- 30 septembre : Gaston Ramon, vétérinaire et biologiste français († 8 juin 1963).